# دراغون بول زد: إله وإله
"دراغون بول زد: "معركة الحكام" (أو "دراغون بول زد: حاكم و حاكم") هو الفيلم الرابع عشر من سلسلة أفلام دراغون بول زد.

## القصة
تدور احداث هذا الفلم عن حاكم الدمار بيروس الذي أتى إلى الأرض للبحث عن حاكم السوبر سايان، فيمر بكوكب كايو وهناك يجد غوكو فتدور معركة بينهما وبالرغم من قوة سوبر سايان 3 لغوكو الكبيرة إلا انه هزم بسهولة بعدها يذهب بيروس إلى كوكب الأرض وهناك يقاتله فيجيتا والاخرون لكنهم يهزمون بسهولة بسبب قوة بيروس الهائلة والمدمرة وبعدها ياتي غوكو ويساعده جميع السايانز ليتحول إلى حاكم السوبر سايان ويتصدى لبيروس ولكنه ينهزم وبنصف قوة بيروس الكاملة

## روابط خارجية
- دراغون بول زد: معركة الحكام على موقع IMDb (الإنجليزية)
- دراغون بول زد: معركة الحكام على موقع ميتاكريتيك (الإنجليزية)
- دراغون بول زد: معركة الحكام على موقع روتن توميتوز (الإنجليزية)
- دراغون بول زد: معركة الحكام على موقع نتفليكس (الإنجليزية)
- دراغون بول زد: معركة الحكام على موقع ألو سيني (الفرنسية)
- دراغون بول زد: معركة الحكام على موقع بوكس أوفيس موجو (الإنجليزية)
- دراغون بول زد: معركة الحكام على موقع فيلمافينيتي (الإسبانية)
- دراغون بول زد: معركة الحكام على موقع قاعدة بيانات الفيلم (الإنجليزية)
- دراغون بول زد: معركة الحكام على موقع ليتربوكسد (الإنجليزية)
- دراغون بول زد: معركة الحكام على موقع كينوبويسك (الروسية)